# Sopran dramatyczny
Sopran dramatyczny – głos kobiecy wyższy od altu i mezzosopranu, ale niższy od sopranu lirycznego i koloraturowego. Obejmuje zakres b-cis3.